# 테드 번디 (영화)
《테드 번디》(영어: Ted Bundy)는 미국과 영국에서 제작한 매슈 브라이트 감독의 2002년 전기 범죄 스릴러 영화이다. 마이클 라일리 버크 등이 출연하였고, 헤이미시 매캘파인 등이 제작에 참여하였다.

## 줄거리
1974년 시애틀. 법대생 테드 번디는 모범 시민처럼 보이지만 실은 노란색 폭스바겐 비틀을 타고 다니며 미 전역에서 강간과 살인을 저지르는 중이다. 1975년 피해자 티나 개블러가 가까스로 탈출하면서 결국 붙잡힌 테디는 재판에서 스스로 본인 변호를 맡겠다고 한 뒤 법원 도서관을 이용하는 척 도망치는데...

## 출연
- 마이클 라일리 버크 - 테드 번디 역
- 보티 블리스 - 리, 여자친구 역
- 줄리애나 매카시 - 교수 역
- 제니퍼 티즈데일 - 예쁜 여자 역
- 스테퍼니 브래스 - 줄리 역
- 트리샤 딕슨 - 바버라 빈센스 역
- 메도 시스토 - 수잰 웰치 역
- 에릭 더레이 - 남성 파티 손님 역
- 데버라 오프너 - 베벌리 역
- 티퍼니 셔피스 - 티나 개블러 역
- 톰 서비니 - 솔트레이크시티 형사 역
- 알렉사 니컬러스 - "내가 테드 번디에요"라고 말하는 아이 중 하나 역
- 트레이시 월터 - 랜디 마이어스 역

## 기타 제작진
- 협력 제작: 로라 디캐스토
- 배역: 조해나 레이
- 미술: 크리스 앤서니 밀러
- 의상: 크리스틴 퍼슨